# Slim Shoun
Milas Baxter Shoun, detto Slim (4 ottobre 1904 – Akron, 10 ottobre 1983), è stato un cestista statunitense, professionista nella NBL.

## Carriera
Giocò per due stagioni nella NBL, disputando complessivamente 19 partite con 4,2 punti di media.

## Palmarès
- Campione NBL (1939)